# 노스탤지어 크리틱

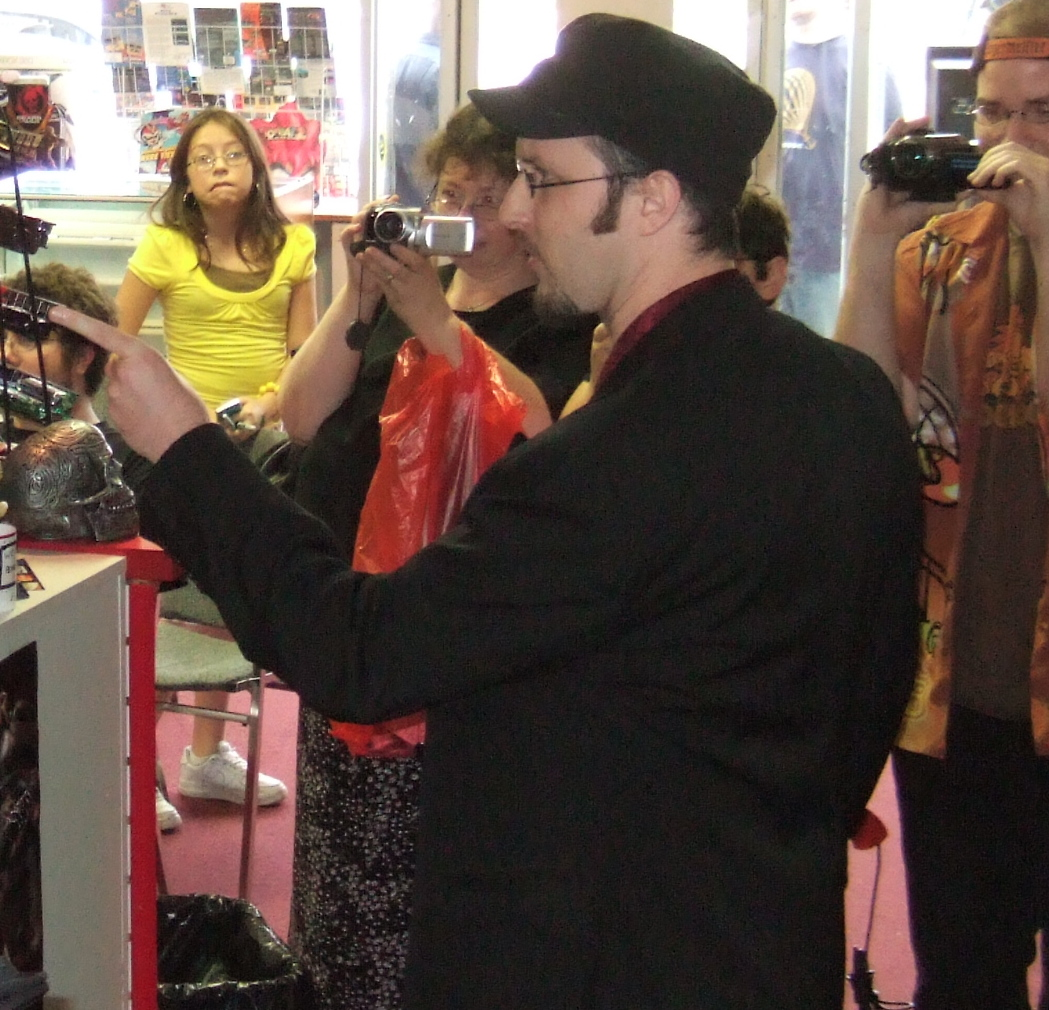

《노스탤지어 크리틱》(The Nostalgia Critic)은 미국의 코미디언 더글러스 워커가 제작하는 인터넷 영화 평론 방송이자, 그 방송에서 워커가 연기하는 평론가 페르소나의 이름이다. 2007년부터 유튜브에서 연재되다가 자체 웹사이트인 That Guy with the Glasses.com로 옮겨서 방송하고 있다.
방송은 ‘노스탤지어 크리틱’(그냥 ‘크리틱’ 또는 NC라고도 한다)이 노스탤지어를 느낄 만한 여러 가지 구식 미디어들을 우스꽝스럽게 비평하는 것을 위주로 돌아간다. 대개 그 부정적인 면을 강조해서 평가하기 때문에, 웬만해서는 좋은 소리를 듣기 어렵다. 주로 비평의 대상이 되는 것은 1980년대와 1990년대의 영화나 텔레비전 드라마인데, 간혹 1980년 이전이나 1999년 이후의 영화나 드라마를 다룰 때도 있다. 단순히 평론만 하는 것이 아니라, That Guy with the Glasses.com의 다른 리뷰어들과 함께 프로젝트를 짜서 장기 시리즈를 제작하기도 한다.
2012년 9월 14일에 〈No More Nostalgia Critic?!〉에서 더글러스 워커가 방송을 끝내겠다고 선언했으나, 2013년 1월 22일에 〈The Review Must Go On〉라는 영상에서 방송 재개를 밝히고 2월 5일부터 완전히 복귀했다. 복귀 이전 리뷰는 주로 1980~1990년대 영화를 비평하였으나 복귀 이후 동영상을 올리는 주기를 2주일에 한번씩으로 바꾸고 시대에 관계없이 현재 극장에서 상영하지 않는 영화는 모두 비평하고있다. 복귀 이후 처음으로 비평을 한 영화는 디 오드 라이프 오브 티모시 그린이다.
실제 직업은 일러스트레이터였으나 노스탤지어 크리틱 시리즈의 성공 이후 원래 일을 접고 That Guy with the Glasses.com에 완전히 종사하고 있다.

## 에피소드 형식
- 노스탤지어 크리틱

가장 일반적인 방법이며 내용은 위에 서술된 바와 같다.
- 뉴 VS 올드

주로 리메이크영화와 원작영화를 비교하여 비평을 한다. 두 영화를 대조하여 주로 "최고의 주인공", "최고의 악당", "최고의 스토리", "최고의 조연"등을 비교하여 옛날영화와 최근영화의 승자를 가린다.
- 노스탤지어윈

10월 한 달 동안 공포영화를 리뷰하였다.
- 톱 11

일반적인 리뷰나 비평과는 달리 그는 톱 10에서 한가지를 더한 톱 11을 하는데 그 이유로는 "한 걸음 더 나아 가고 싶다."라고 한다. 다만 톱 11이 아닌 톱 12가 단 한가지 있었는데 그것은 "크리스마스 스페셜"리뷰였다.
- "1월" 달 특집

2009년부터 매년 1월에 하나의 컨셉을 잡고 컨셉에 관련된 비평을 하였다. 2009년의 주제는 니켈로디언이었으며 주로 니켈로디언 관련 영화와 TV쇼를 비평하였다.
2010년에 그는 슈왈츠제네거를 주제로 잡아 아널드 슈워제네거의 영화 코만도, 주니어, 코난, 엔드 오브 데이즈를 비평하였다.
2011년에는 속편의 달로 잡아 그동안 자신이 비평한 영화의 속편을 비평하였는데, 그 중 네버엔딩 스토리 3을 비평하고 매우 분노하였다.
2012년의 주제는 스타트렉이었으나 스타트렉의 홀수영화만을 비평하였다.

## 같이 보기
- 앵그리 비디오 게임 너드
- 더글러스 워커
- That Guy with the Glasses.com